# Jacques Gaillard (monteur)
Pour les articles homonymes, voir Jacques Gaillard et Gaillard.
Jacques Gaillard, né Rossignol le 26 janvier 1930 à Paris et mort le 16 août 2021 à Saint-Leu-la-Forêt, est un monteur et réalisateur français.

## Biographie
Après avoir travaillé aux laboratoires L.T.C., il est stagiaire au montage sur Le Rouge et le Noir de Claude Autant-Lara, puis sur Les Diaboliques et Les Hommes en blanc. Il est assistant-monteur pour la première fois avec Marguerite de la nuit.
Il a été pendant près de 20 ans, dès Le Beau Serge le monteur attitré de Claude Chabrol : son épouse Monique Fardoulis l'assiste sur plusieurs films de Chabrol ; elle lui succède auprès de ce dernier lorsqu'il se retire de la profession.
Il a réalisé en 1961 La Ligne droite, adapté du roman d'Yves Gibeau, un long métrage produit par la société de Claude Chabrol.

## Filmographie

### Comme monteur
- 1959 : Le Beau Serge
- 1959 : Les Cousins
- 1959 : À double tour
- 1960 : Les Bonnes Femmes
- 1962 : L'Œil du Malin
- 1963 : Ophélia
- 1963 : Landru
- 1964 : L'Homme qui vendit la tour Eiffel [6]
- 1964 : Le Tigre aime la chair fraîche
- 1965 : Paris vu par... (segment La Muette)
- 1965 : Marie-Chantal contre Dr Kha
- 1965 : Le Tigre se parfume à la dynamite
- 1966 : La Ligne de démarcation
- 1967 : Le Scandale
- 1967 : La Route de Corinthe
- 1968 : Les Biches
- 1968 : Flammes sur l'Adriatique
- 1969 : La Femme infidèle
- 1969 : Que la bête meure
- 1970 : Le Boucher
- 1970 : La Rupture
- 1971 : Juste avant la nuit
- 1971 : La Décade prodigieuse
- 1972 : Docteur Popaul
- 1973 : Les Noces rouges
- 1974 : Nada
- 1975 : Une partie de plaisir
- 1976 : Mords pas, on t'aime de Yves Allégret
- 1992 : Pas d'amour sans amour d'Évelyne Dress
- 1993 : L'Honneur de la tribu de Mahmoud Zemmouri
- 1996 : La Fille et l'amande de Bénédicte Brunet (court métrage)

### Comme réalisateur
- 1961 : La Ligne droite